# Gros-Chastang
Pour les articles homonymes, voir Gros et Chastang.
Gros-Chastang est une commune française située dans le département de la Corrèze, en région Nouvelle-Aquitaine.

## Géographie

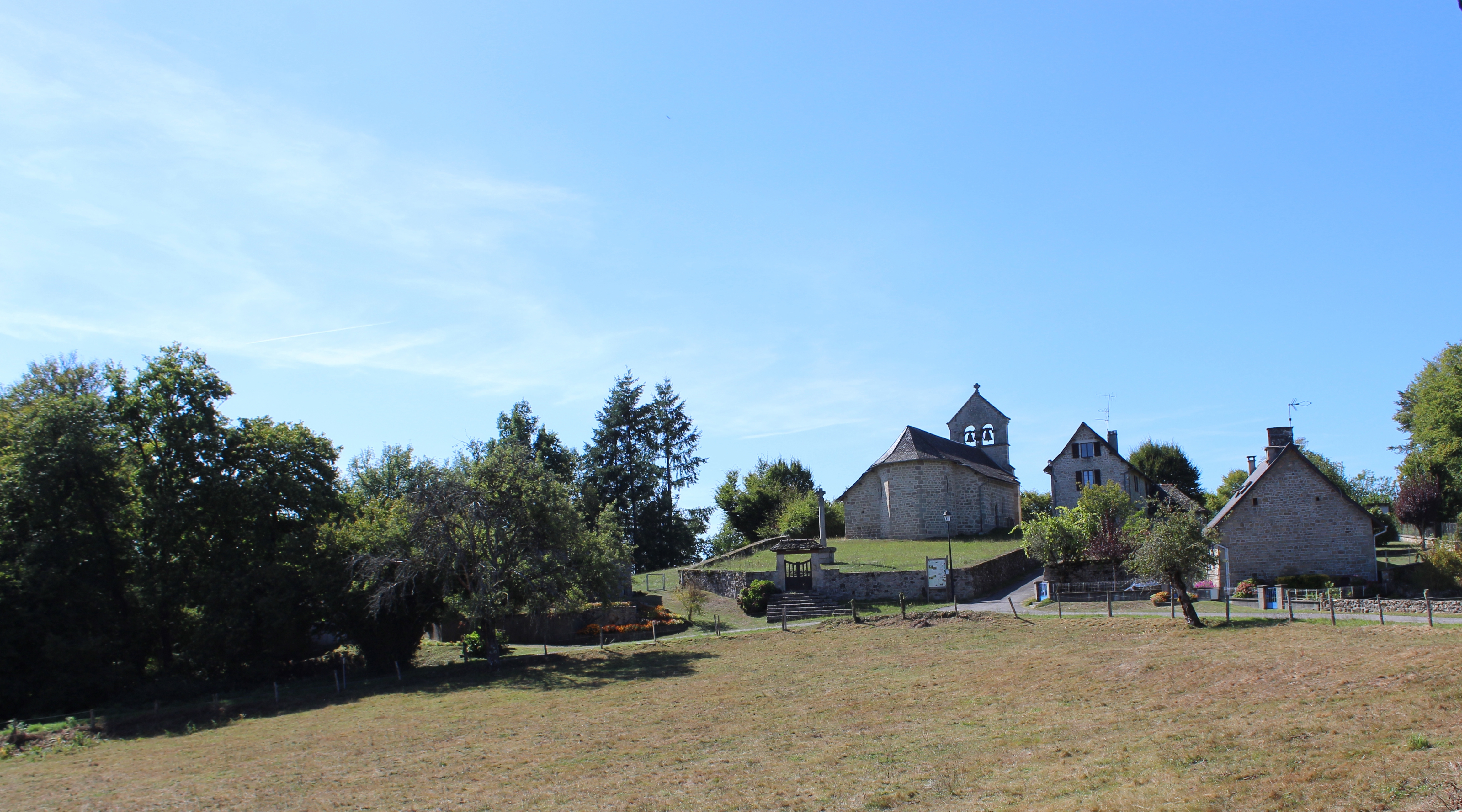
Panorama du village.

Dans le département de la Corrèze, la commune de Gros-Chastang s'étend sur 13,37 km2. Elle est située en rive droite de la Dordogne qui borde le territoire communal à l'est sur environ un kilomètre, au niveau du lac de retenue du barrage du Chastang. À l'ouest, c'est son affluent, le Doustre, qui limite la commune sur plus de huit kilomètres.
L'altitude minimale, 260 mètres, se trouve à l'est, au niveau du lac de retenue du barrage du Chastang, là où la Dordogne quitte la commune et sert de limites à celles de Bassignac-le-Haut et Saint-Martin-la-Méanne. L'altitude maximale avec 546 mètres est localisée au nord, presque en limite de Marcillac-la-Croisille.
Il n'existe pas de bourg de Gros-Chastang. L'église et le cimetière sont situés à la Chèze et la mairie à la Bitarelle, sur la route départementale (RD) 18. La mairie se situe, en distances orthodromiques, quinze kilomètres au nord-nord-est d'Argentat et dix-neuf kilomètres au sud-est de Tulle.
La commune est également desservie par les RD 61 et 113E2.

### Communes limitrophes
Gros-Chastang est limitrophe de six autres communes.
Les communes limitrophes sont  Bassignac-le-Haut, Gumond, La Roche-Canillac, Marcillac-la-Croisille, Saint-Martin-la-Méanne et Saint-Pardoux-la-Croisille.
| Saint-Pardoux-la-Croisille |                        | Marcillac-la-Croisille |
| Gumond                     | Gros-Chastang          |                        |
| La Roche-Canillac          | Saint-Martin-la-Méanne | Bassignac-le-Haut      |

### Climat
Pour des articles plus généraux, voir Climat de la Nouvelle-Aquitaine et Climat de la Corrèze.
Historiquement, la commune est exposée à un climat montagnard.  
En 2020, Météo-France publie une typologie des climats de la France métropolitaine dans laquelle la commune est exposée à un climat de montagne et est dans la région climatique  Ouest et nord-ouest du Massif Central, caractérisée par une pluviométrie annuelle de 900 à 1 500 mm, maximale en automne et en hiver.
Pour la période 1971-2000, la température annuelle moyenne est de 10,7 °C, avec  une amplitude thermique annuelle de 15,1 °C. Le cumul annuel moyen de précipitations est de 1 310 mm, avec 13,3 jours de précipitations en janvier et 7,9 jours en juillet. Pour la période 1991-2020, la température moyenne annuelle observée sur la station météorologique la plus proche, située sur la commune de Marcillac-la-Croisille à 8 km à vol d'oiseau, est de 10,8 °C et le cumul annuel moyen de précipitations est de 1 318,8 mm,. Pour l'avenir, les paramètres climatiques de la commune estimés pour 2050 selon différents scénarios d’émission de gaz à effet de serre sont consultables sur un site dédié publié par Météo-France en novembre 2022.

## Urbanisme

### Typologie
Au 1er janvier 2024, Gros-Chastang est catégorisée commune rurale à habitat très dispersé, selon la nouvelle grille communale de densité à 7 niveaux définie par l'Insee en 2022.
Elle est située hors unité urbaine. Par ailleurs la commune fait partie de l'aire d'attraction d'Argentat-sur-Dordogne, dont elle est une commune de la couronne,. Cette aire, qui regroupe 12 communes, est catégorisée dans les aires de moins de 50 000 habitants,.

### Occupation des sols
L'occupation des sols de la commune, telle qu'elle ressort de la base de données européenne d’occupation biophysique des sols Corine Land Cover (CLC), est marquée par l'importance des forêts et milieux semi-naturels (74,7 % en 2018), une proportion sensiblement équivalente à celle de 1990 (75,3 %). La répartition détaillée en 2018 est la suivante : 
forêts (71,6 %), prairies (23,8 %), milieux à végétation arbustive et/ou herbacée (3 %), eaux continentales (1,5 %).
L'évolution de l’occupation des sols de la commune et de ses infrastructures peut être observée sur les différentes représentations cartographiques du territoire : la carte de Cassini (XVIIIe siècle), la carte d'état-major (1820-1866) et les cartes ou photos aériennes de l'IGN pour la période actuelle (1950 à aujourd'hui).

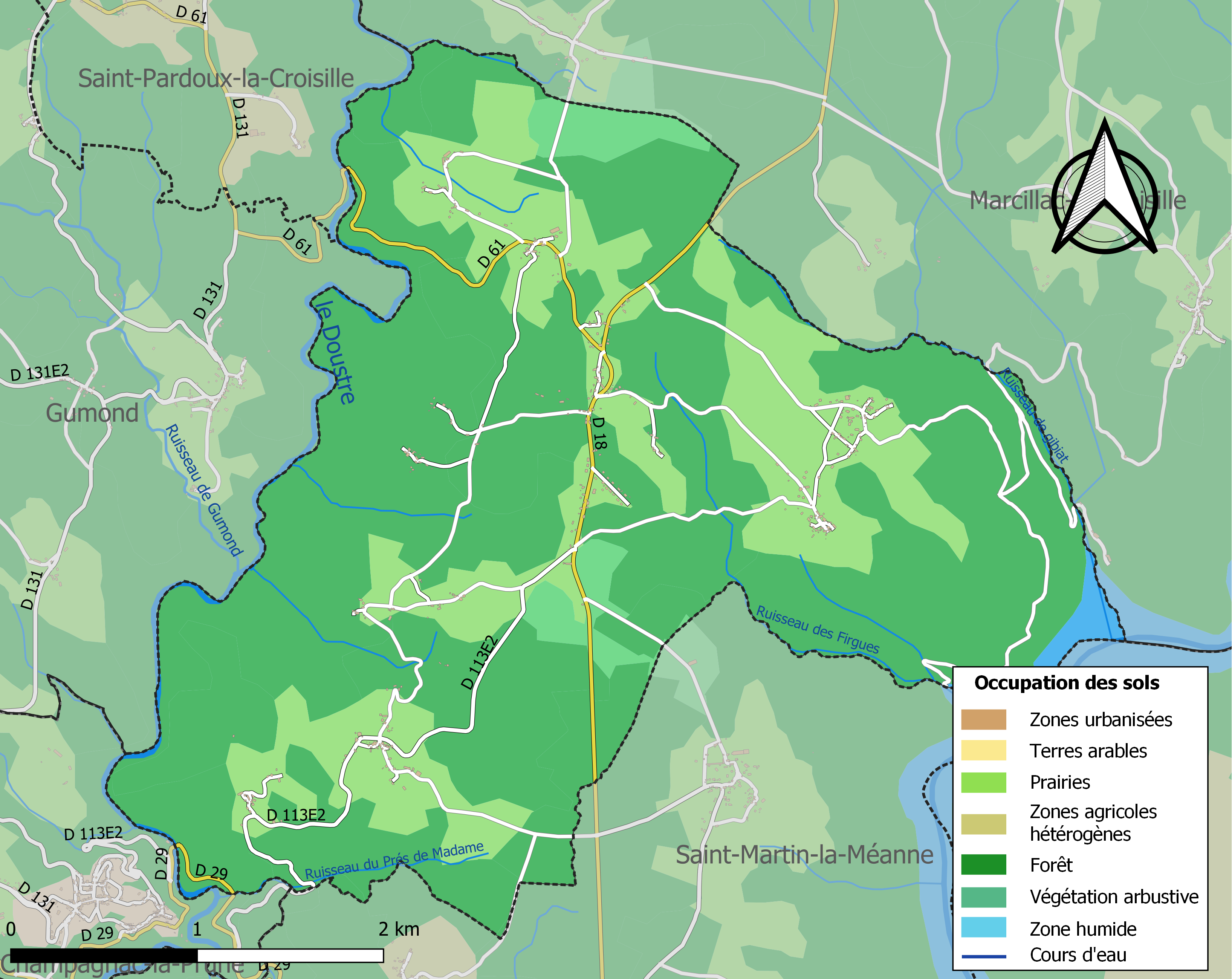
Carte des infrastructures et de l'occupation des sols de la commune en 2018 (CLC).

### Risques majeurs
Le territoire de la commune de Gros-Chastang est vulnérable à différents aléas naturels : météorologiques (tempête, orage, neige, grand froid, canicule ou sécheresse), feux de forêts et séisme (sismicité très faible). Il est également exposé à un risque technologique, la rupture d'un barrage, et à un risque particulier : le risque de radon. Un site publié par le BRGM permet d'évaluer simplement et rapidement les risques d'un bien localisé soit par son adresse soit par le numéro de sa parcelle.

#### Risques naturels

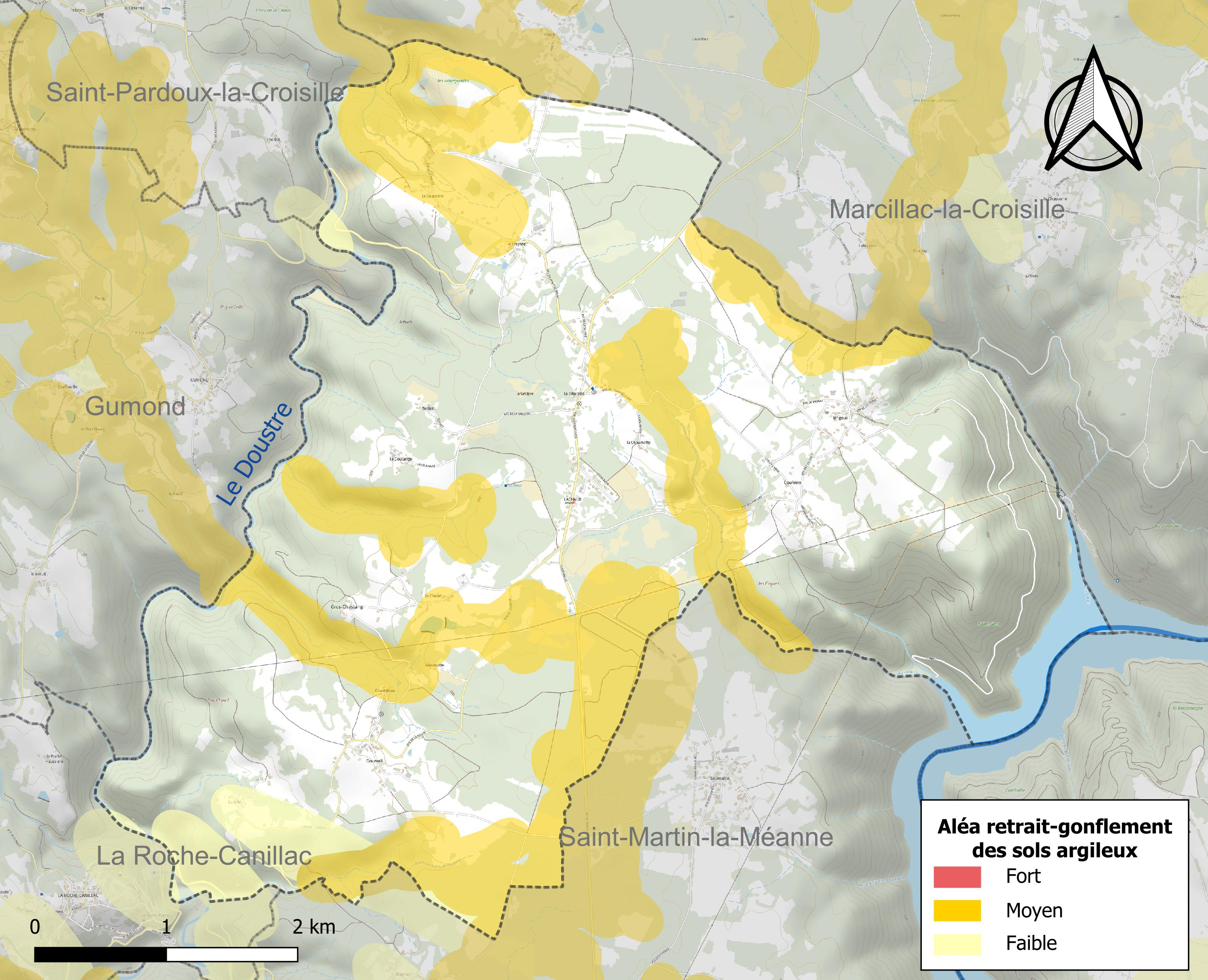
Carte des zones d'aléa retrait-gonflement des sols argileux de Gros-Chastang.

Le retrait-gonflement des sols argileux est susceptible d'engendrer des dommages importants aux bâtiments en cas d’alternance de périodes de sécheresse et de pluie. 26,1 % de la superficie communale est en aléa moyen ou fort (26,8 % au niveau départemental et 48,5 % au niveau national). Sur les 180 bâtiments dénombrés sur la commune en 2019,  23 sont en aléa moyen ou fort, soit 13 %, à comparer aux 36 % au niveau départemental et 54 % au niveau national. Une cartographie de l'exposition du territoire national au retrait gonflement des sols argileux est disponible sur le site du BRGM,.
Concernant les feux de forêt, aucun plan de prévention des risques incendie de forêt (PPRIF) n’a été établi en Corrèze, néanmoins le code de l’urbanisme impose la prise en compte des risques dans les documents d’urbanisme. Le périmètre des servitudes d'utilité publique et des zones d'obligation légale de débroussaillement pour les particuliers est quant à lui défini pour la commune dans une carte dédiée. 
La commune a été reconnue en état de catastrophe naturelle au titre des dommages causés par les inondations et coulées de boue survenues en 1982 et 1999. Concernant les mouvements de terrains, la commune a été reconnue en état de catastrophe naturelle au titre des dommages causés par des mouvements de terrain en 1999.

#### Risques technologiques
La commune est en outre située en aval des barrages de Bort-les-Orgues, de Marèges, de l'Aigle, de Neuvic d'Ussel et de Marcillac, des ouvrages de classe A soumis à PPI. À ce titre elle est susceptible d’être touchée par l’onde de submersion consécutive à la rupture d'un de ces ouvrages.

#### Risque particulier
Dans plusieurs parties du territoire national, le radon, accumulé dans certains logements ou autres locaux, peut constituer une source significative d’exposition de la population aux rayonnements ionisants. Certaines communes du département sont concernées par le risque radon à un niveau plus ou moins élevé. Selon la classification de 2018, la commune de Gros-Chastang est classée en zone 3, à savoir zone à potentiel radon significatif. 

## Toponymie
Le nom de la commune signifie « gros châtaignier » ou « gros châtaigniers »,.

## Histoire
Sous l'Ancien Régime, plusieurs coseigneurs se partageaient le fief : les barons de la Roche, les Doumails, le chapitre de Millau ; le prieuré de Couffinier relevait de l'abbaye d'Aubazine.
Roger Ranoux, alias hercule entre dans le maquis en Corrèze en 1943 à Gros-Chastang puis deviendra le chef départemental des Forces françaises de l'intérieur en Dordogne.

## Politique et administration
| Période                                  | Période   | Identité             | Étiquette | Qualité                          |
| ---------------------------------------- | --------- | -------------------- | --------- | -------------------------------- |
| Les données manquantes sont à compléter. |           |                      |           |                                  |
|                                          |           |                      |           |                                  |
| 1892                                     | 1904      | Victor Orluc         |           |                                  |
| 1904                                     | 1925      | Philippe Claux       |           |                                  |
| 1925                                     | 1939      | Antonin Parel        |           |                                  |
| 1939                                     | 1941      | Léopold Selbes       |           |                                  |
| 1941                                     | 1944      | Ernest Dichamp       |           |                                  |
| 1944                                     | 1947      | Henri Coudert        |           |                                  |
| 1947                                     | juin 1995 | Louis Fraysse        | PCF       |                                  |
| juin 1995                                | mars 2008 | Henri Lachaud        | PCF       |                                  |
| mars 2008                                | En cours  | Christian Madelrieux |           | Retraité (réélu en 2014 et 2020) |

## Démographie
L'évolution du nombre d'habitants est connue à travers les recensements de la population effectués dans la commune depuis 1793. Pour les communes de moins de 10 000 habitants, une enquête de recensement portant sur toute la population est réalisée tous les cinq ans, les populations de référence des années intermédiaires étant quant à elles estimées par interpolation ou extrapolation. Pour la commune, le premier recensement exhaustif entrant dans le cadre du nouveau dispositif a été réalisé en 2007.

En 2022, la commune comptait 184 habitants, en évolution de +2,79 % par rapport à 2016 (Corrèze : −0,59 %, France hors Mayotte : +2,11 %).
| 1793 | 1800 | 1806 | 1821 | 1831 | 1836 | 1841 | 1846 | 1851 |
| ---- | ---- | ---- | ---- | ---- | ---- | ---- | ---- | ---- |
| 662  | 580  | 626  | 678  | 700  | 754  | 802  | 827  | 845  |

| 1856 | 1861 | 1866 | 1872 | 1876 | 1881 | 1886 | 1891 | 1896 |
| ---- | ---- | ---- | ---- | ---- | ---- | ---- | ---- | ---- |
| 870  | 900  | 916  | 647  | 666  | 657  | 668  | 627  | 655  |

| 1901 | 1906 | 1911 | 1921 | 1926 | 1931 | 1936 | 1946 | 1954 |
| ---- | ---- | ---- | ---- | ---- | ---- | ---- | ---- | ---- |
| 634  | 663  | 560  | 527  | 559  | 491  | 454  | 413  | 332  |

| 1962 | 1968 | 1975 | 1982 | 1990 | 1999 | 2006 | 2007 | 2012 |
| ---- | ---- | ---- | ---- | ---- | ---- | ---- | ---- | ---- |
| 270  | 210  | 193  | 166  | 177  | 174  | 172  | 172  | 172  |

| 2017 | 2022 | - | - | - | - | - | - | - |
| ---- | ---- | - | - | - | - | - | - | - |
| 181  | 184  | - | - | - | - | - | - | - |

## Économie

### Énergie

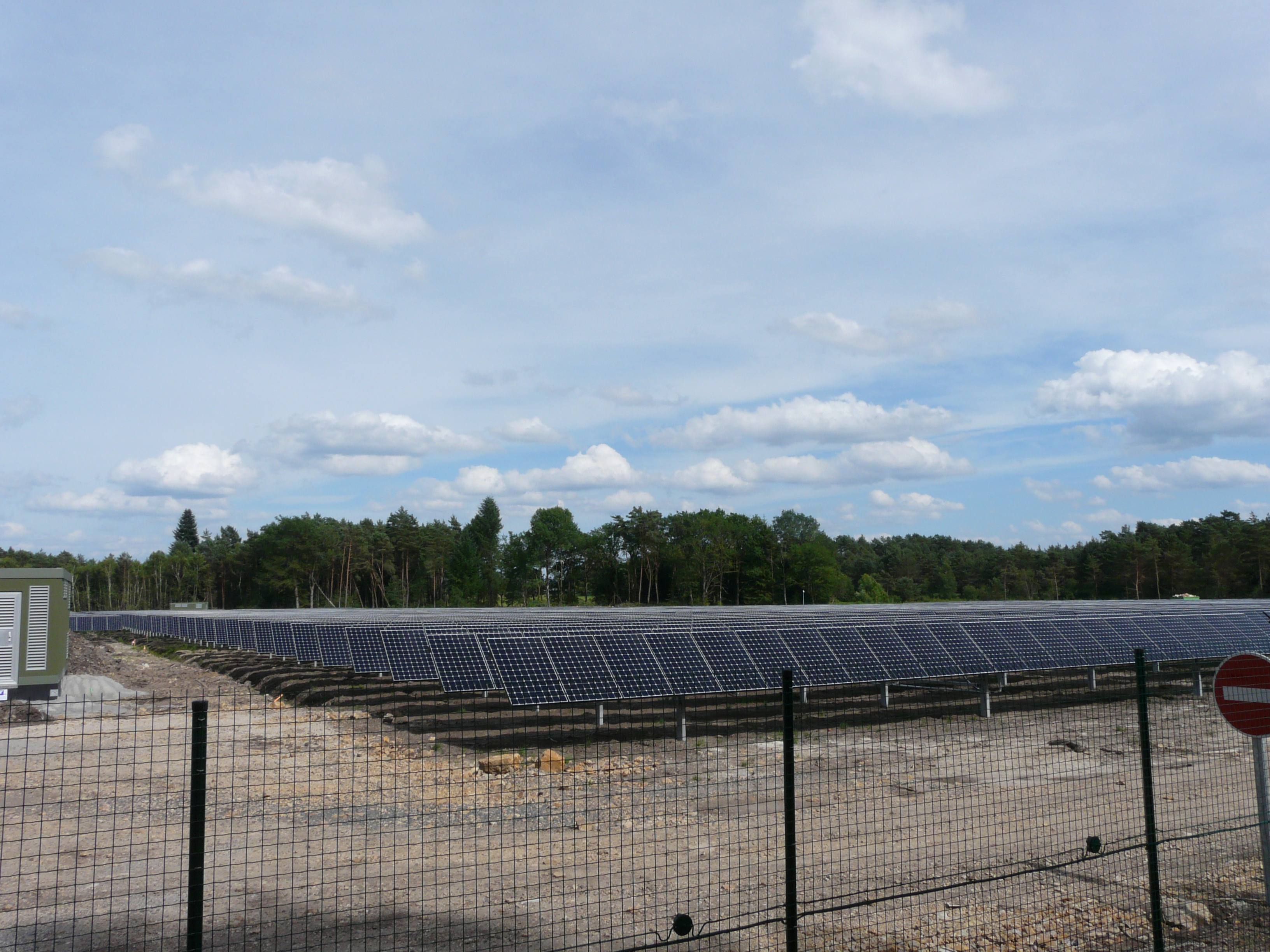
Le parc photovoltaïque.

Un parc de 37 000 panneaux photovoltaïques est installé sur une surface de 17 hectares, avec une puissance totale finale de douze mégawatts,.
Il a été inauguré le 18 septembre 2014 par le Président de la République François Hollande, Isabelle Kocher (directrice générale adjointe du groupe ENGIE à l’époque) et de Christian Madelrieux (maire de Gros Chastang).

## Culture locale et patrimoine

### Lieux et monuments
- Église Saint-Étienne.

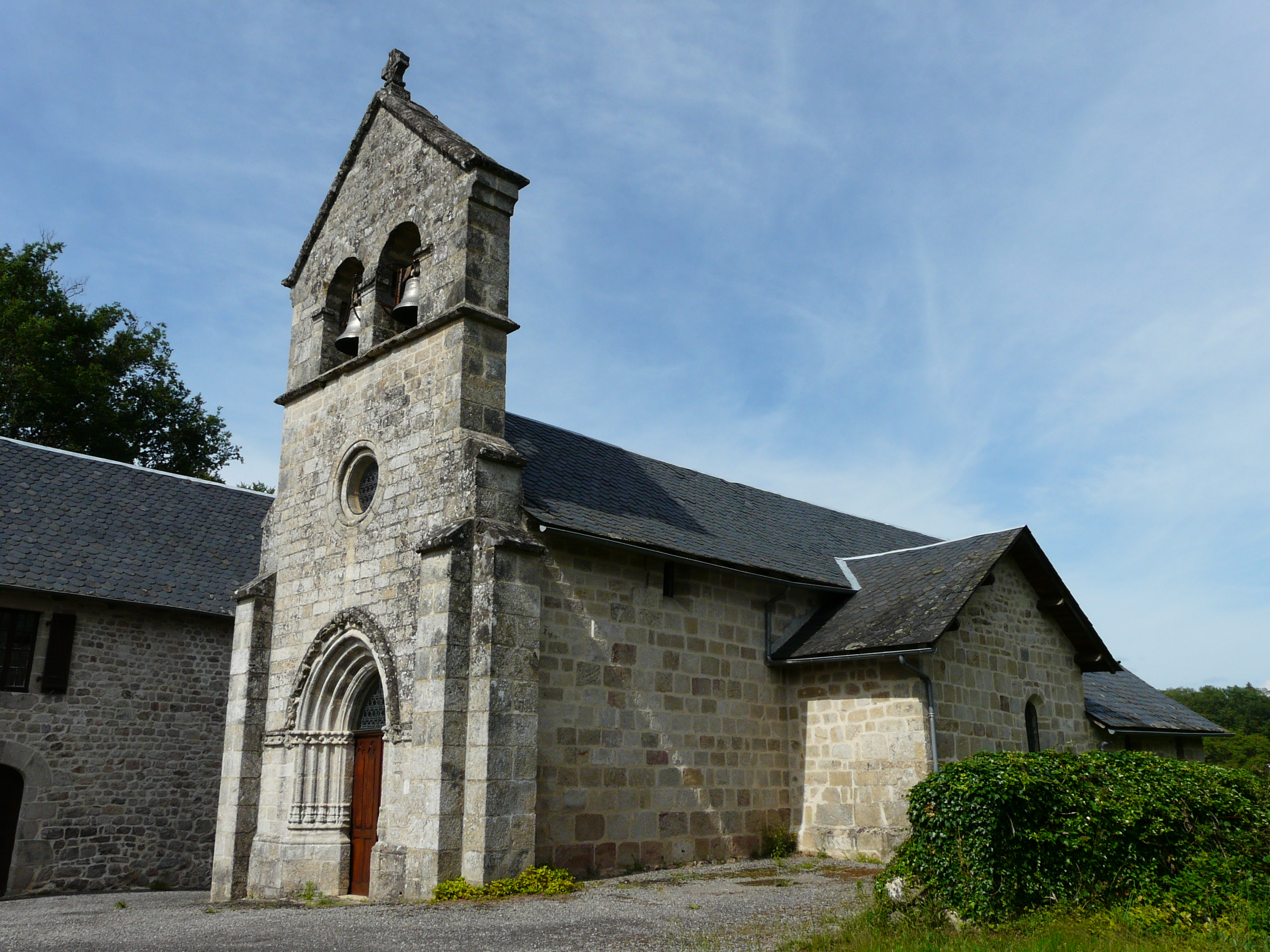
L'église Saint-Étienne.
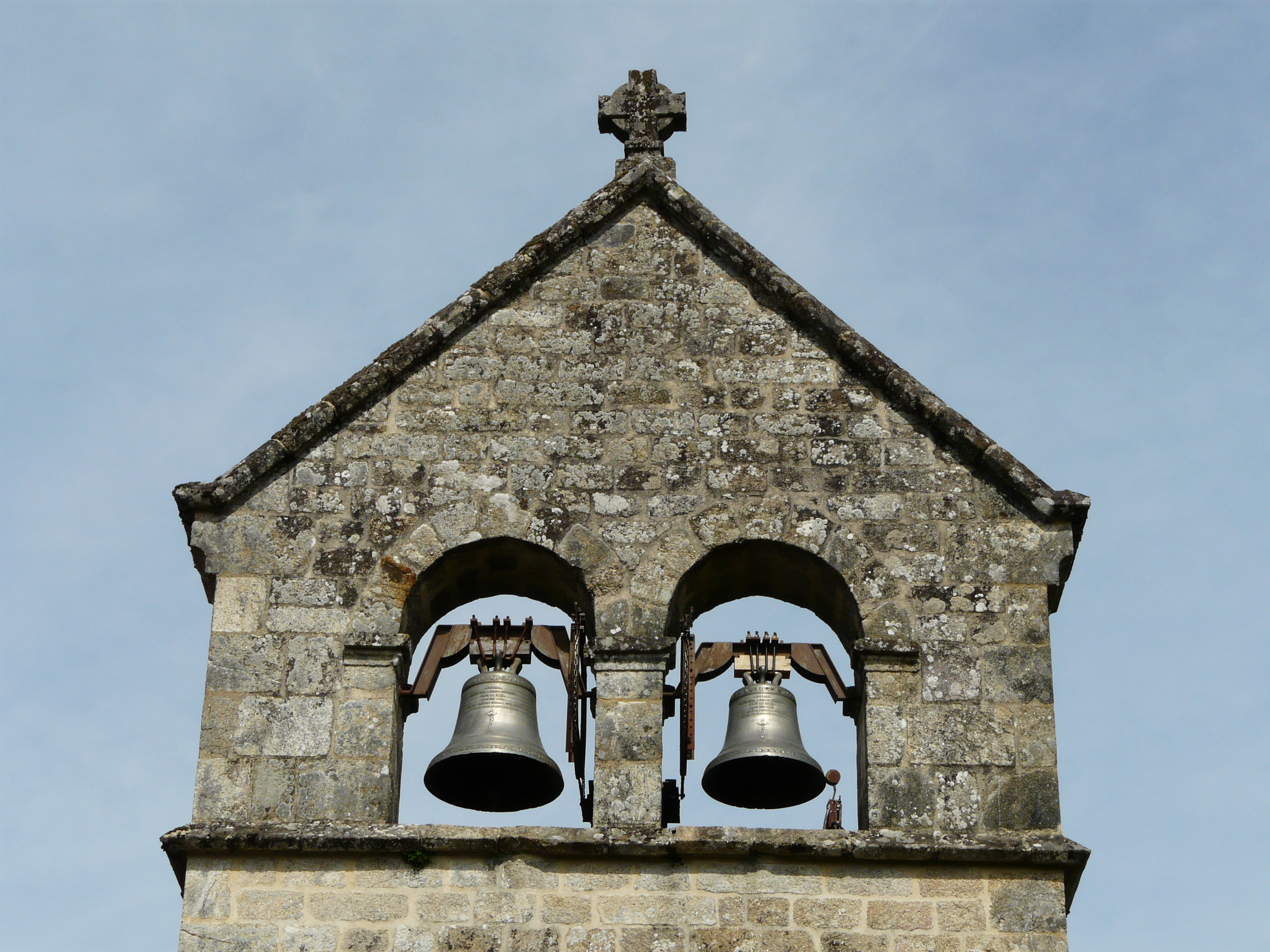
Le clocher-mur.
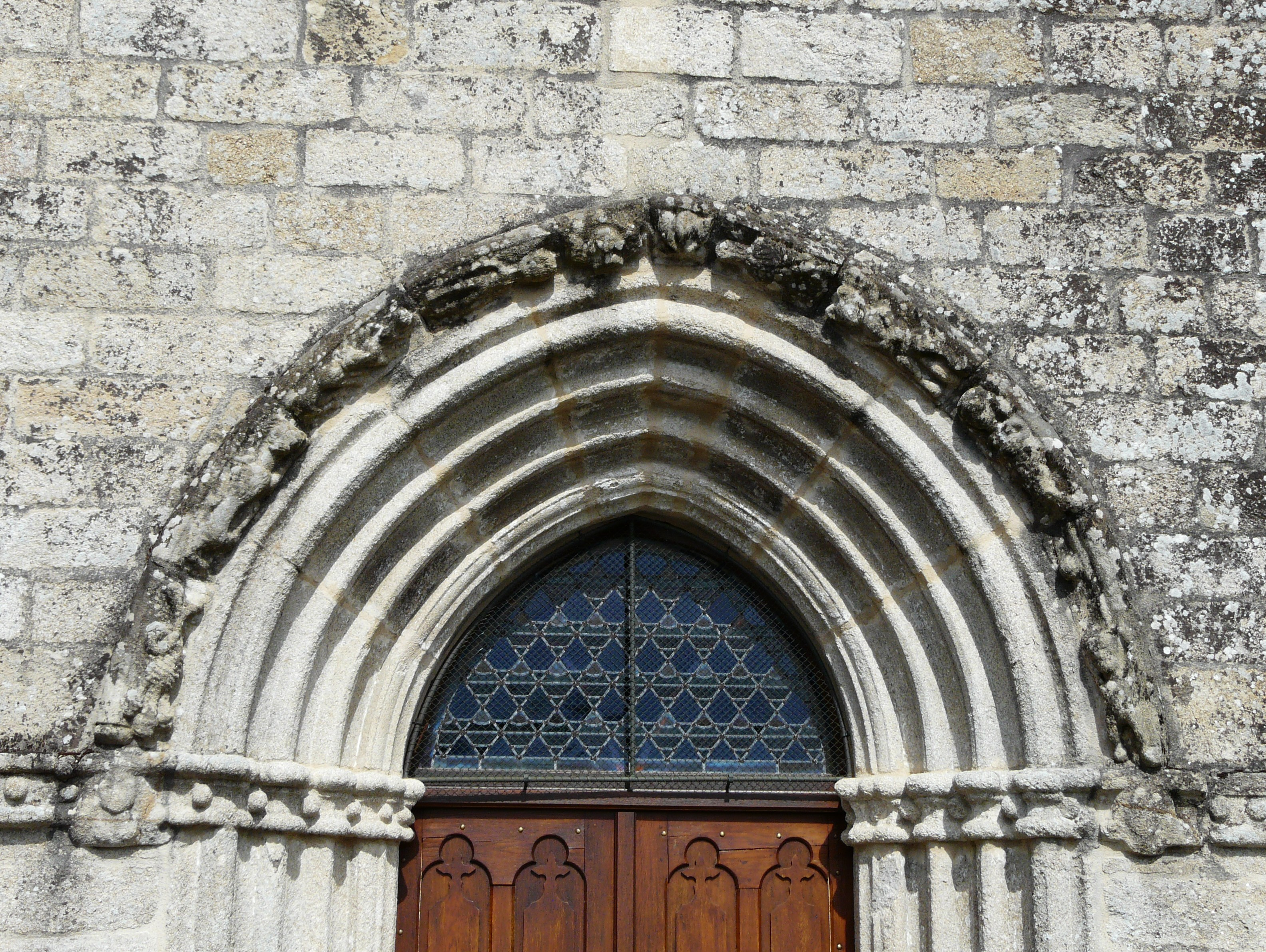
Les voussures du portail.
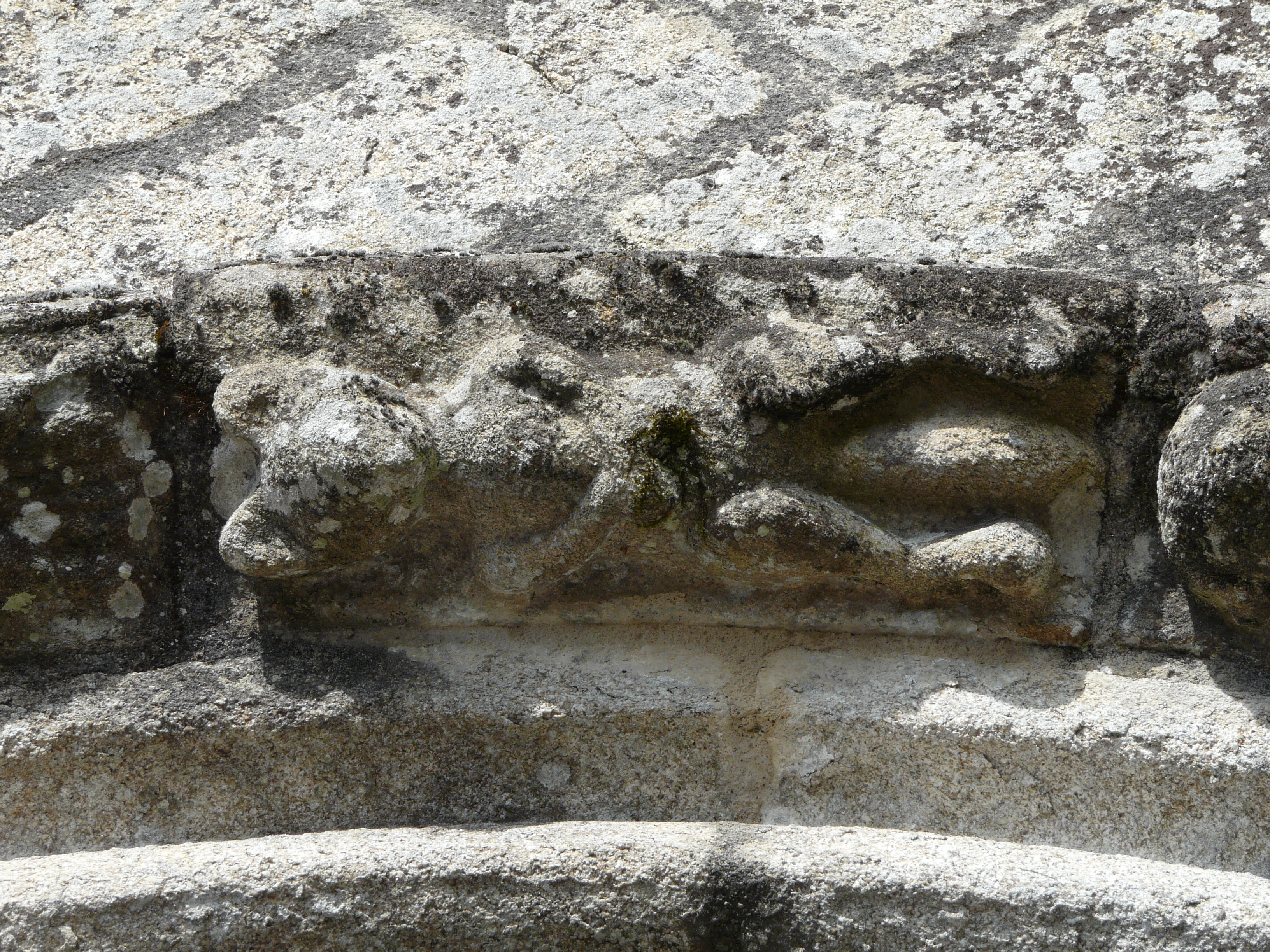
Une sculpture du portail.

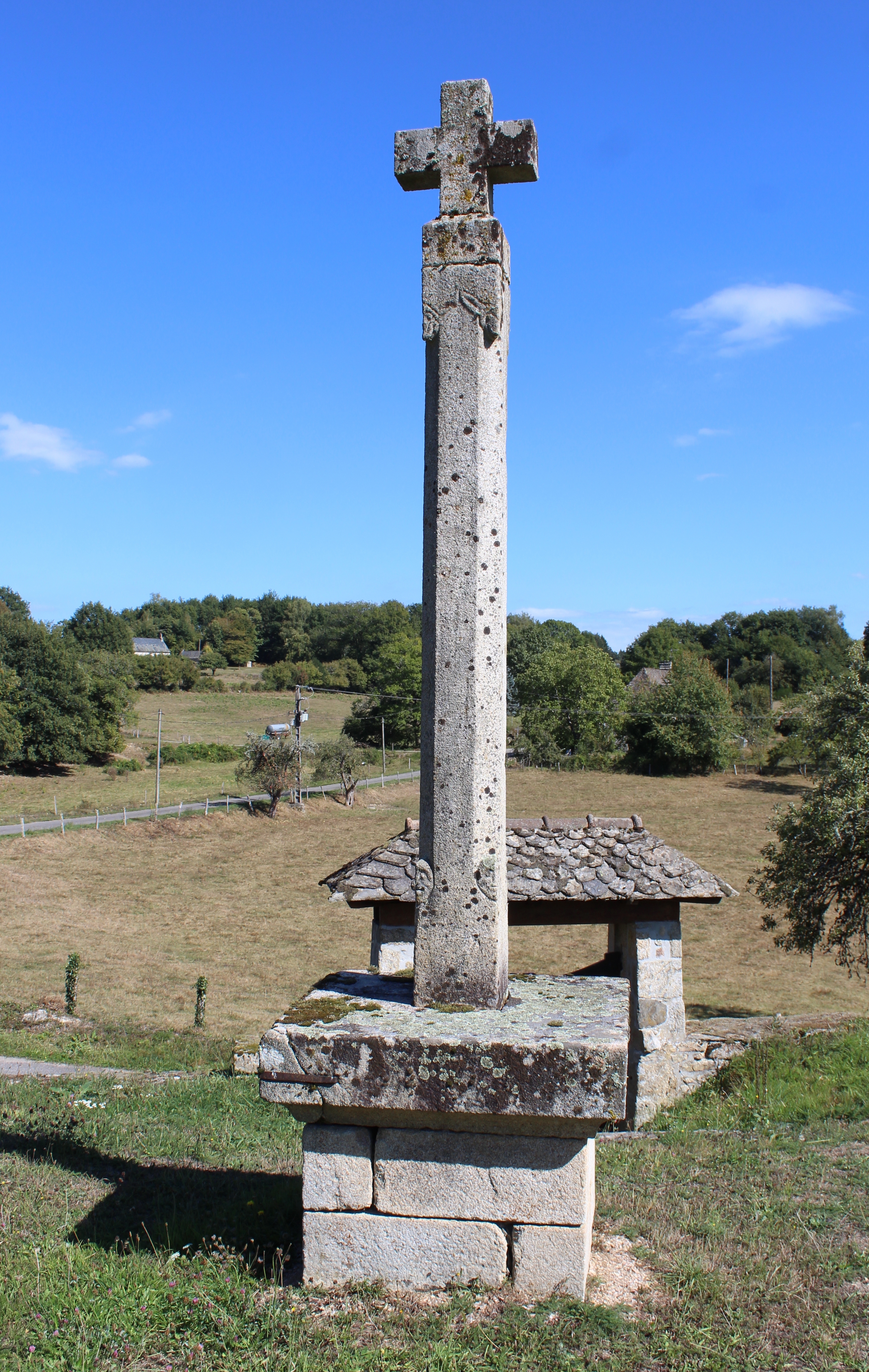
Le calvaire de l'église.
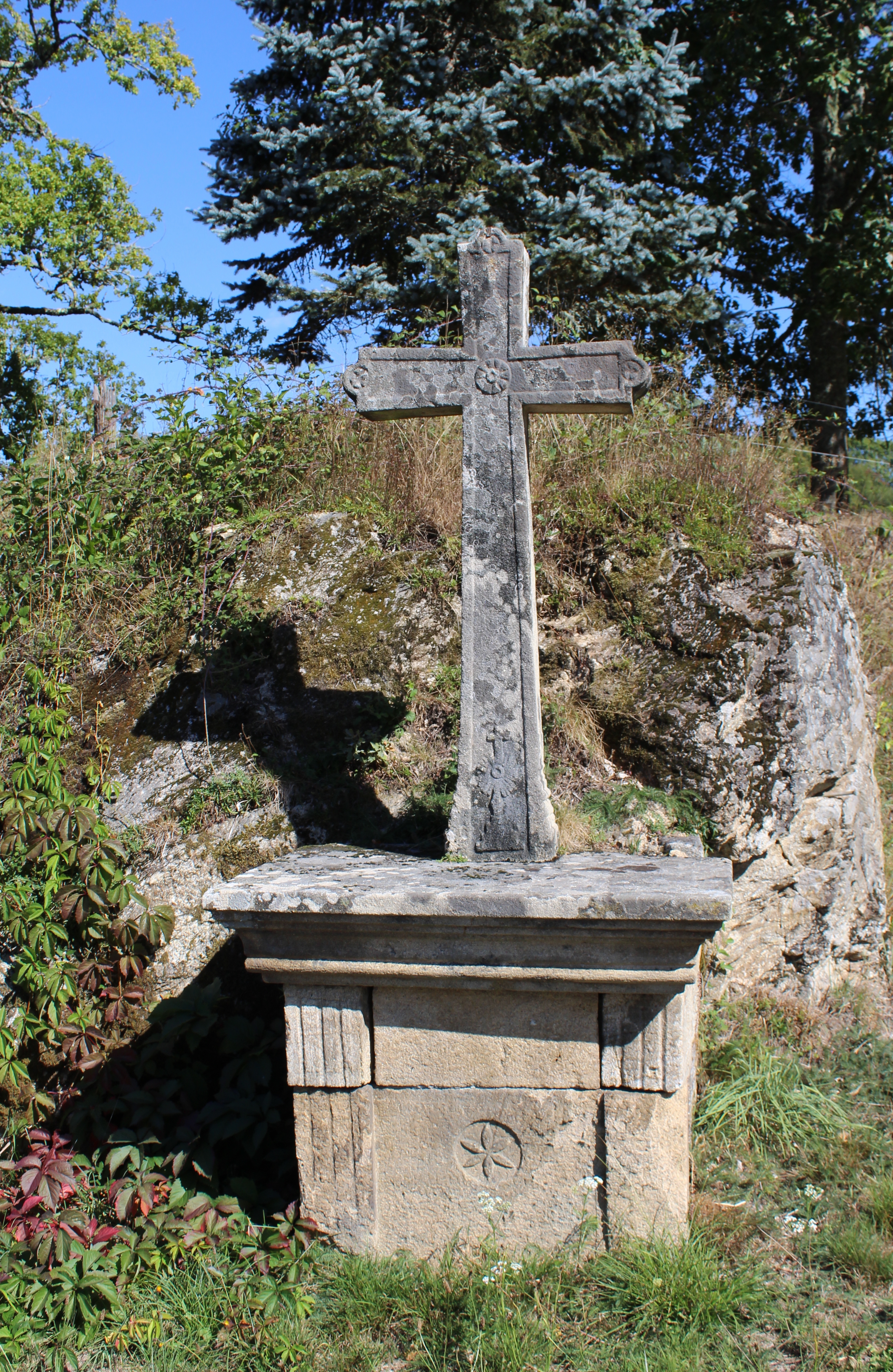
Croix de chemin.
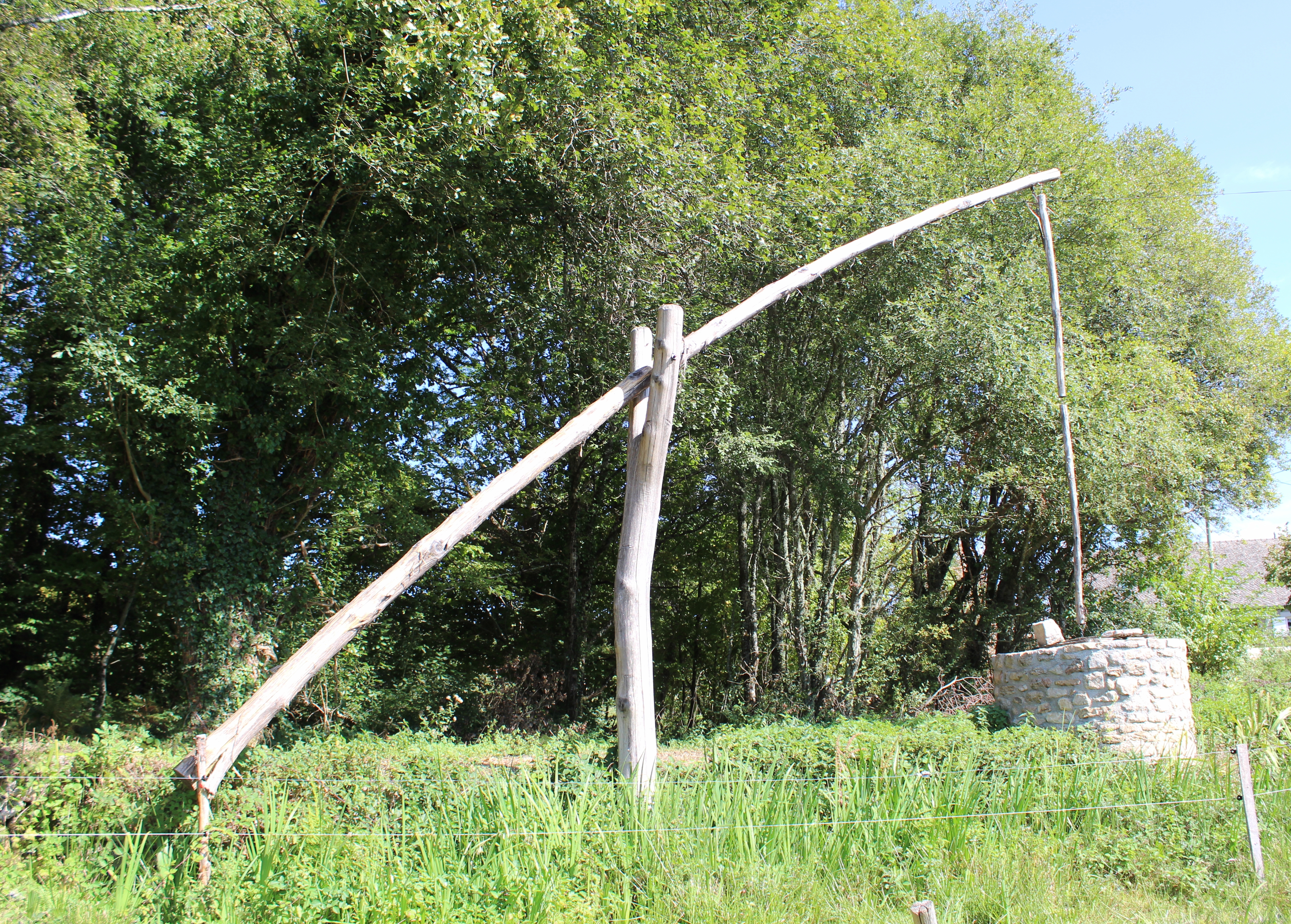
Puits à balancier en état de marche.
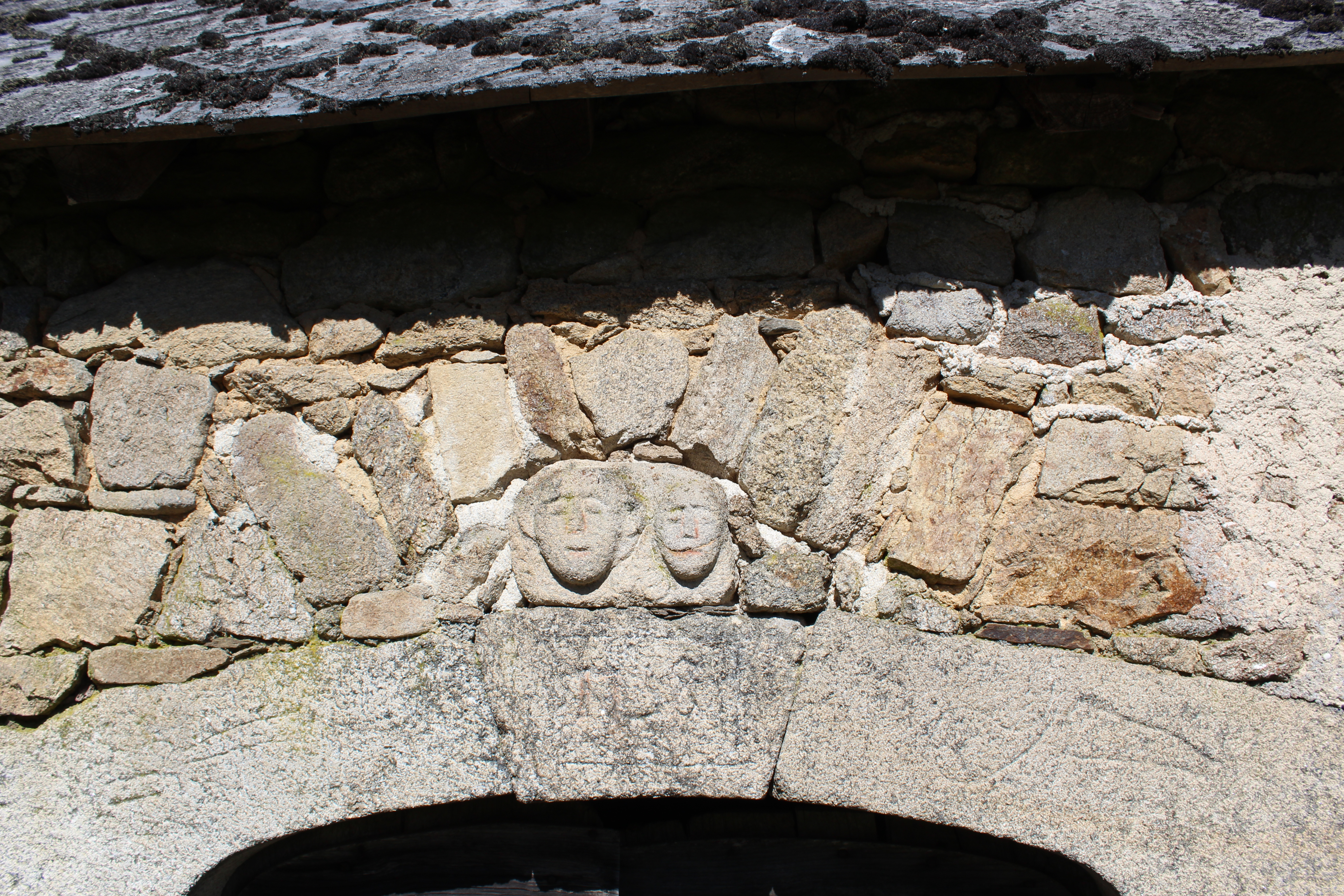
Chambranle en pierre sculptée..

### Personnalités liées à la commune
- Jean Cyrac (vers 1607-1679), plus lointain ancêtre agnatique de Jacques Chirac, vivait à Gros-Chastang au milieu du XVIIe siècle.

### Héraldique
| Blason de Gros-Chastang | Blason  | Coupé : au 1er d'or à deux maillets de gueules posés en sautoir, au 2e de vair. |
| Blason de Gros-Chastang | Détails | Le statut officiel du blason reste à déterminer.                                |